# Fuentes de Ebro
Fuentes de Ebro é um município da Espanha na província de Saragoça, comunidade autónoma de Aragão. Tem 141,7 km² de área e em 2021 tinha 4 600 habitantes (densidade: 32,5 hab./km²).

## Demografia
| Variação demográfica do município entre 1991 e 2004 | Variação demográfica do município entre 1991 e 2004 | Variação demográfica do município entre 1991 e 2004 | Variação demográfica do município entre 1991 e 2004 |
| --------------------------------------------------- | --------------------------------------------------- | --------------------------------------------------- | --------------------------------------------------- |
| 1991                                                | 1996                                                | 2001                                                | 2004                                                |
| 3801                                                | 3763                                                | 3887                                                | 4085                                                |